# NGC 6589
NGC 6589 is een reflectienevel in het sterrenbeeld Boogschutter. Het hemelobject werd op 12 juli 1885 ontdekt door de Amerikaanse astronoom Lewis A. Swift.

## Synoniemen
- IC 4690
- LBN 46
- ESO 590-N14